# Metacharis lucius
Espèce
Metacharis lucius est une espèce d'insectes lépidoptères appartenant à la famille des Riodinidae et au genre Metacharis.

## Taxonomie
Metacharis lucius a été décrit par Johan Christian Fabricius en 1793 sous le nom d' Hesperia lucius.

### Noms vernaculaires
Metacharis lucius se nomme Lucius Metalmark en anglais

## Description
Metacharis lucius est un papillon d'une envergure d'environ 28 mm qui présente un dimorphisme sexuel de couleur, les femelles sont de couleur orange suffusé de bleu-gris alors que les mâles sont plus foncés et quasi bleu ardoise. Ils sont ornés de marques noires et d'une ligne submarginale de petits points noirs espacés séparés par une barre métallisée.

## Biologie
Sa biologie n'est pas connue.

## Écologie et distribution
Metacharis lucius est présent en Guyane, en Guyana, au Surinam, en Équateur, au Brésil et au Pérou,.

### Biotope
Il réside dans la forêt tropicale en dessous de 800 mètres.

### Protection
Pas de statut de protection particulier.